# 焦守云
焦守云（1953年—）女，籍贯山东省博山县，焦裕禄次女，中共十大代表。

## 生平
1953年焦守云出生。1964年11岁时，父亲焦裕禄在中共兰考县委第二书记任上病逝。1966年初，新华社穆青等人撰写的反映焦裕禄事迹的长篇通讯引起很大反响。1966年5月文革爆发后，8月下旬全国大、中学校学生开始“串联”，此后河南省不少中学传达中央文件，要求按10:1的比例推选学生代表到北京接受毛主席接见。开封地区赴京代表团中，有焦裕禄的两个女儿焦守凤、焦守云。1966年9月15日，毛泽东在天安门城楼上第三次接见百万红卫兵，经周恩来同意，13岁的焦守云被领到天安门城楼上与毛泽东握手、讲话并合影；在天安门城楼的休息大厅，周恩来、邓小平与焦守云握手，并问她：“妈妈身体好不好？兰考现在怎么样？”次日，焦守云与毛泽东、周恩来、刘少奇等人的合影刊登在《人民日报》。
1968年，焦守云入伍。1973年，成为中共十大代表，当时20岁的焦守云是所有中共十大代表中年龄最小的。1978年，到郑州市科技局下属的郑州市科学技术情报研究所工作。儿子余音10岁时，焦守云成为单身母亲。此后，焦守云节衣缩食供儿子余音上学。2008年，自郑州市科学技术情报研究所退休。退休后不久，2008年7月26日，北京奥运圣火在开封传递，焦守云作为火炬手从郑海霞手中接过祥云火炬并进行传递。
2004年焦裕禄逝世40周年，焦守云策划了大型音乐电视《焦裕禄之歌》，在中国中央电视台播出。退休后，焦守云继续在河南省焦裕禄精神研究会、河南省延安精神研究会等社会组织任职，还担任了焦裕禄干部学院名誉院长等职。退休后还参与焦裕禄主题的纪录片、电视剧、音乐剧的拍摄和制作。先后担任电视剧《焦裕禄》总策划，大型原创音乐剧《焦裕禄》总策划，大型电影纪录片《永远的焦裕禄》总顾问，《焦裕禄在洛矿》总顾问等。焦守云曾作为焦裕禄亲属的代表，受到中共中央总书记江泽民、胡锦涛、习近平接见。

## 著作
- 《我的父亲焦裕禄》[6]

## 家庭
- 子：余音，自中国音乐学院毕业，是歌唱家吴雁泽的关门弟子，后到中国歌剧舞剧院任男中音演员。2017年3月，中国歌剧舞剧院创排的音乐剧《焦裕禄》在北京天桥艺术中心上演，余音主演[1][8]。